# Arroyos Cabriles y Friegamuñoz
Arroyos Cabriles y Friegamuñoz este o arie protejată (arie specială de conservare — SAC, sit de importanță comunitară — SCI) din Spania întinsă pe o suprafață de 121,5 ha, integral pe uscat.

## Localizare
Centrul sitului Arroyos Cabriles y Friegamuñoz este situat la coordonatele 38°28′28″N 7°13′09″W / 38.4744°N 7.2192°V.

## Înființare
Situl Arroyos Cabriles y Friegamuñoz a fost declarat sit de importanță comunitară în iunie 2012 pentru a proteja 16 specii de animale. Situl a fost protejat și ca arie specială de conservare în mai 2015.

## Biodiversitate
Situată în ecoregiunea mediteraneană, aria protejată conține 5 habitate naturale: Galerii și tufărișuri riverane sudice (Nerio-Tamaricetea și Securinegion tinctoriae), Dehesas cu Quercus spp. perene, Cursuri de apă de la nivel de câmpie la nivel montan, cu vegetație Ranunculion fluitantis și Callitricho-Batrachion, Galerii de Salix alba și de Populus alba, Păduri termofile cu Fraxinus angustifolia.
La baza desemnării sitului se află mai multe specii protejate:
- păsări (4): stârc cenușiu (Ardea cinerea), gaia neagră (Milvus migrans), cormoran mare (Phalacrocorax carbo), fluierarul de zăvoi (Tringa ochropus)
- amfibieni (1): Discoglossus galganoi
- mamifere (1): vidră de râu (Lutra lutra)
- nevertebrate (1): fluturele auriu (Euphydryas aurinia)
- pești (7): Alosa alosa, Anaecypris hispanica, Cobitis paludica, Luciobarbus comizo, Pseudochondrostoma willkommii, Rutilus alburnoides, Rutilus lemmingii
- reptile (2): țestoasa de baltă (Emys orbicularis), Mauremys leprosa

Pe lângă speciile protejate, pe teritoriul sitului au mai fost identificate 6 specii de amfibieni, 2 specii de mamifere, 4 specii de nevertebrate, 4 specii de pești, 4 specii de reptile.